# Michelbach (Gersprenz)
Der Michelbach ist gut drei Kilometer langer linker und südwestlicher Zufluss der Gersprenz.

## Geographie

### Verlauf
Der Michelbach entspringt im Odenwald, südlich von Fränkisch-Crumbach an einem Gehölz bei einem Vierseithof am südlichen Rand der Gemarkung von Michelbach.
Der Bach fließt vom Hasenberg nach Norden abgedrängt durch die Ortslage der weilerartigen Siedlung Michelbach und mündet am Ostrand von Fränkisch-Crumbach, etwa 450 Meter südlich der Schmalmühle in den linken Seitenarm der Gersprenz.

### Flusssystem Gersprenz
- Fließgewässer im Flusssystem Gersprenz